# Peter Heylyn
Peter Heylyn o Heylin (Burford, 29 novembre 1599 – Westminster, 8 maggio 1662) è stato uno storico e teologo inglese del XVII secolo.
Noto per le sue idee storiche, politiche e teologiche scritte nelle opere Microcosmus (1621) e Cosmography (1657).

## Biografia
Peter Heylyn all'età di 14 anni entrò all'Hertford College, poi frequentò il Magdalen College nel 1615, laureandosi nel 1617. Tenne conferenze sulla storia della geografia a Magdalen. Nel 1620 presentò la sua conferenza al principe Carlo I, a Theobalds. Nel 1621, queste lezioni furono pubblicate in Microcosmus, che si rivelò la più popolare delle sue opere. Inoltre, nel 1639, furono prodotte otto edizioni. Fu l'autore della Cosmography, un tentativo di descrivere minuziosamente ogni aspetto del mondo conosciuto nel 1652, la geografia, il clima, i costumi, le conquiste, la politica e i sistemi di credenze. Si oppose al nome America poiché dava un'eccessiva gloria ad Amerigo Vespucci, mentre raccomandò Columbana o Cabotia come più indicativi dei veri scopritori, Cristoforo Colombo e Caboto.
Il suo monumento si trova nell'Abbazia di Westminster.

## Opere parziale

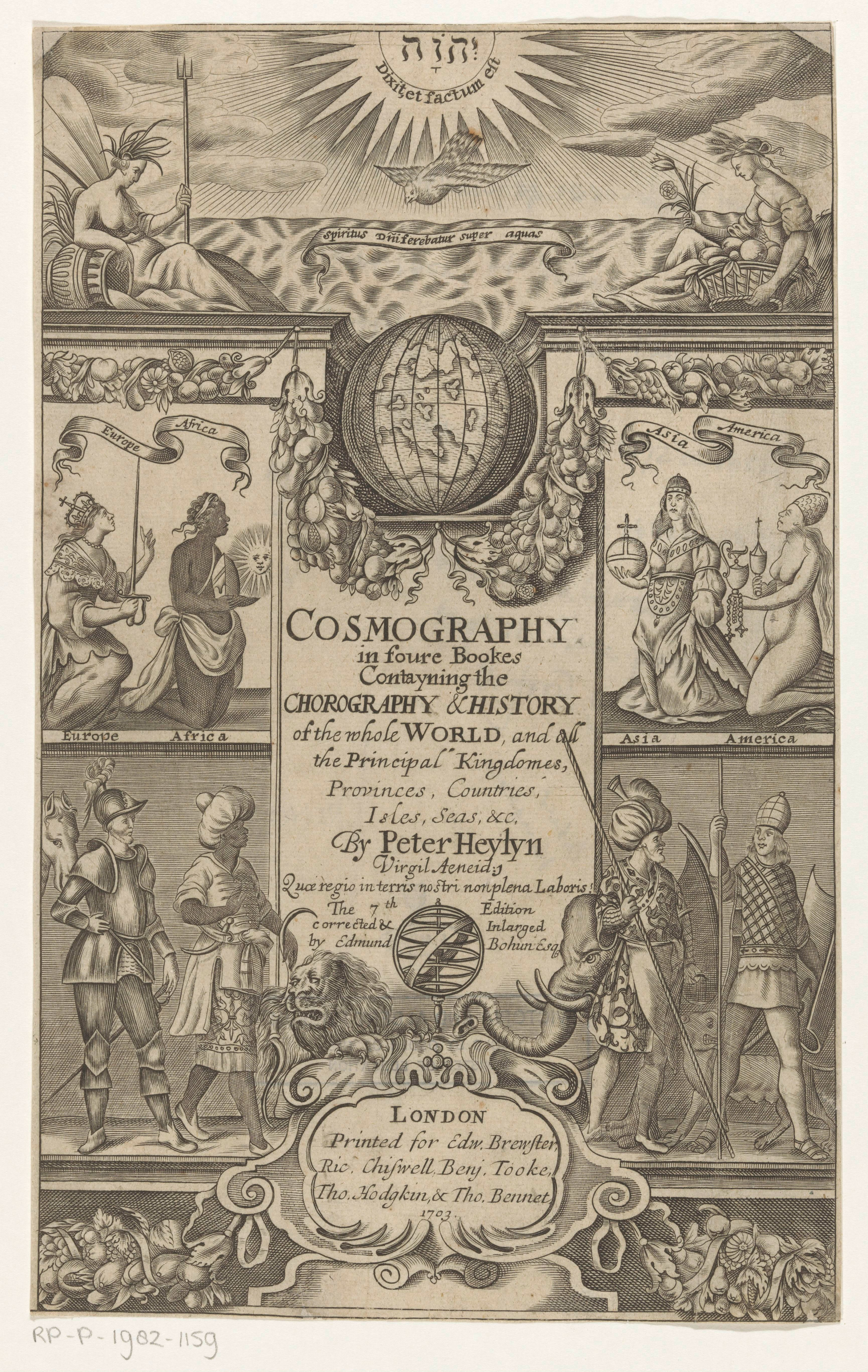
Peter Heylyn, Cosmography.

- Microcosmus. A little description of the great world 1621 (−1639); enlarged and entitled Cosmographie in four bookes, containing the chorographie and historie of the whole world, (1652)
- The history of St. George of Cappadocia (1631)
- The history of the Sabbath (1636)
- A coale from the altar (1636)
- Ἡρωολογια Anglorum; or, a help to English history (1641)
- Ecclesia vindicata; or, the Church of England justified (1657)
- Cosmography (1657)